# Granujas de Beverly Hills
Granujas de Beverly Hills (en inglés original B.A.P.S., acrónimo de Black American Princesses) es una película de comedia estadounidense de 1997 dirigida por Robert Townsend y protagonizada por Halle Berry, Natalie Desselle y Martin Landau. La película fue escrita por Troy Byer y fue su primer guion. Trata sobre dos aspirantes a emprendedoras de Georgia, Nisi (Halle Berry) y Mickey (Natalie Desselle), que van a Los Ángeles a ganar el dinero que necesitan para abrir su propio restaurante. La película recibió críticas en gran parte negativas de la prensa especializada.

## Trama
Nisi (Halle Berry) y Mickey (Natalie Desselle) son camareras en un restaurante de soul food en Decatur, Georgia. Su plan es abrir la primera combinación de peluquería y restaurante de soul food del mundo.
Para encontrar el dinero necesario para la puesta en marcha, hacen una audición para un video musical en Los Ángeles. A través de un giro inusual de los acontecimientos, terminan asistiendo a un mayordomo de Beverly Hills y cuidando a un millonario anciano, el Sr. Blakemore (Martin Landau), quien les da la bienvenida a su mansión. Se convierten en princesas negras americanas (BAP) "¡viviendo en grande y tomando el control!" entre los ricos y famosos.

## Reparto
- Halle Berry como Denise "Nisi"
- Martin Landau como el Sr. Donald Blakemore
- Ian Richardson como el Sr.Manley
- Natalie Desselle como Tamika "Mickey"
- Troy Byer como Tracy Shaw
- Luigi Amodeo como Antonio
- Jonathan Fried como Isaac
- Pierre Edwards como Ali
- AJ Johnson como James
- Bernie Mac como el Sr. Johnson
- Faizon Love como Tiger J
- Rudy Ray Moore como Nate
- Heavy D como él mismo, cameo
- Dennis Rodman como él mismo, cameo

## Producción
La película fue el primer guion escrito por la ex actriz Troy Byer.
Beyer estaba decepcionada por el corte final de la película y creía que sus "palabras no habían aparecido honestamente en la pantalla". Explicó que era la primera vez que Robert Townsend dirigía una película que no había escrito. Usó sus ganancias de esta producción para dirigir su primera película.

## Recepción
La recepción fue abrumadoramente negativa. En Rotten Tomatoes tiene un puntaje del 16% basado en 32 reseñas. Las audiencias encuestadas por CinemaScore le dieron a la película una calificación B.
Roger Ebert le dio a la película una rara calificación sin estrellas, calificándola de "asombrosamente mala". Ebert incluyó la película en su lista de "los más odiados". Janet Maslin elogió a Halle Berry por su actuación cómica y describió la película como una " Pretty Woman diluida". Maslin concluyó: "Es bueno para una media hora de humor antes de que la diversión comience a disolverse".
Esther Iverem de The Washington Post escribió "A pesar de sus estúpidos tráileres promocionales, 'BAPS' es una película muy divertida". Lisa Alspector del Chicago Reader lo llamó "comedia absurdamente amplia infundida con emociones clásicas y ambientada en entornos suntuosamente detallados".
En 2018, Anne Cohen del sitio web Refinery29 calificó la película como un "clásico de culto de la cultura afroamericana" y dijo que la película merecía algo mejor que su calificación del 13% en Rotten Tomatoes. Cohen dijo: "El hecho de que la película haya tenido un impacto tan duradero ... demuestra que la película le habló a su audiencia".

## Nominaciones
1998 Festival de Cine Negro de Acapulco
- Mejor actriz: Halle Berry (nominada)[11]

1997 Stinkers Bad Movie Awards
- Peor actriz: Halle Berry (nominada)[12]